# Stuart Carrington
Pour les articles homonymes, voir Carrington.
Stuart Carrington, né le 14 mai 1990 à Grimsby en Angleterre, est un joueur anglais professionnel de snooker.
Joueur modeste, Carrington réalise ses meilleures performances dans des tournois moins importants et désertés par la plupart des meilleurs joueurs du monde. Ainsi, il est demi-finaliste au Masters de Riga en 2018 et à l'Open de Gibraltar en 2021, profitant à chaque fois de tableaux dégagés.

## Carrière
En 2006, Carrington gagne le tournoi de Pot Black chez les juniors, en battant Anthony McGill en finale. Il arrive sur le circuit professionnel en 2013, après avoir remporté cette année-là deux tournois ; le championnat d'Angleterre (catégorie amateur) et l'Open d'Angleterre Paul Hunter (tournoi pro-am).
Son meilleur résultat dans un tournoi comptant pour le classement est demi-finale. Il réussit cette performance une première fois en 2018, au Masters de Riga, où il s'incline très sèchement devant l'Australien Neil Robertson (5-0). Carrington réitère à l'Open de Gibraltar en 2021, éliminant notamment sur son passage le 14e joueur mondial David Gilbert. En demi-finale, l'Anglais est très proche de dompter le 10e mondial Jack Lisowski mais finit par être vaincu au terme de la manche décisive. Dans les tournois classés, Carrington compte aussi trois autres quarts de finale ; à l'Open du pays de Galles 2017, à l'Open d'Écosse 2018 et au Masters de Riga 2019, lors duquel il avait notamment défait Joe Perry et Mark Selby.
Au cours de sa carrière, Carrington a participé trois fois à la phase finale des championnats du monde, étant passé par les qualifications dans chacune de ses participations ; Carrington n'a jamais franchi le premier tour. Il se qualifie pour la première fois en 2015 et s'incline face à Judd Trump. Qualifié à nouveau en 2017, il s'incline cette fois devant Liang Wenbo,. L'Anglais réussit à se qualifier pour l'édition suivante, où il est battu par Barry Hawkins.

## Palmarès
| Légende | Catégorie                      | Titres                         | Finales                        |
|         | Tournois classés               | 0                              | 0                              |
|         | Tournois classés mineurs       | 0                              | 0                              |
|         | Tournois non classés           | 0                              | 0                              |
|         | Tournois pro-am                | 1                              | 0                              |
|         | Tournois amateurs              | 2                              | 0                              |
| Gras    | Tournois de la triple couronne | Tournois de la triple couronne | Tournois de la triple couronne |

### Titres
| Saison    | Nom du tournoi                   | Lieu  | Finaliste      | Score | Tableau |
| 2006      | Tournoi junior de Pot Black      |       | Anthony McGill | 1-0   |         |
| 2013      | Championnat d'Angleterre amateur |       | Ben Harrison   | 10-2  |         |
| 2012-2013 | Open d'Angleterre Paul Hunter    | Leeds | Craig Steadman | 5-3   |         |